# ニコラス・ジョージェスク＝レーゲン
ニコラス・ジョルジェスク＝ローゲン（Nicholas Georgescu-Roegen、1906年2月4日 - 1994年10月30日）は、ルーマニア出身の数学者、統計学者、経済学者である。

## 人物
彼は1971年の主著「The Entropy Law and the Economic Process」で最も知られており、この中で全ての天然資源は経済活動で使用されるときに不可逆的に劣化すると主張した。ジョルジェスク＝ローゲンは経済学の先駆者であり、彼の業績は生態経済学を経済学の独立した学問分野として確立する上で決定的だった。
彼の業績に感銘を受けた多くの経済学者たちは、彼が時代を先駆けて生きていたと評価している。しかし、彼の功績にもかかわらず、ジョルジェスク＝ローゲンは経済学のノーベル賞を受賞することはなかった。
経済思想の歴史において、ジョルジェスク＝ローゲンは地球の鉱物資源がいつか枯渇するという前提で理論化した最初の一流の経済学者だった。彼の主著において、ジョルジェスク＝ローゲンは経済的な希少性は物理的現実に根ざしていると主張した。その結果、世界経済は不可避の未来の崩壊に向かっており、最終的には人類の絶滅をもたらすだろうと彼は警告した。

彼の作品に内在するラディカルな悲観主義は、エントロピーという物理的概念に基づいており、ジョージェスク＝ローゲンと彼の追随者の理論的立場は後に「エントロピー悲観主義」と称された：116。

彼の若い頃、ジョージェスク＝ローゲンは、不可逆的な進化的変化と「創造的破壊」が資本主義に固有であると教えたジョゼフ・シュンペーターの学生であり、プロテジェであった：138f。

後の人生で、ジョージェスク＝ローゲンは、ハーマン・デイリーの教師およびメンターであり、デイリーはその後、天然資源の流れに永久的な政府の制限を課す定常経済の概念を開発した。彼が経済モデリングと分析に天然資源の流れを取り入れたことで、ジョージェスク＝ローゲンの業績は、1980年代に生態経済学を経済学の独立した学問的サブディシプリンとして確立するための決定的なものであった：150f：65-68：422：302f。

さらに、2000年代初頭にフランスとイタリアで形成されたデグロース運動は、ジョージェスク＝ローゲンを運動に影響を与えた主要な知的人物として認識している：1742：xi：1f。

まとめると、2010年代までに、ジョージェスク＝ローゲンは、彼の同時代の仲間、若い生態経済学者、さらに若いデグロースの組織者や活動家、および世界中の他の人々を教育し、影響を与え、インスパイアした。